# El motete
El motete es una zarzuela denominada entremés en un acto, con libreto de Serafín Álvarez Quintero y Joaquín Álvarez Quintero y música del maestro José Serrano. Se estrenó con éxito en el Teatro Apolo de Madrid, el 24 de abril de 1900. Es la primera obra con la que se consagró José Serrano como compositor, logrando entrar en el círculo de los grandes autores del género. El libreto contiene una trama simple en la que se hilan personajes y situaciones, provocando momentos de gran efecto cómico. Pese a ser una obra pequeña, José Serrano demuestra vena lírica y popular creando números interesantes como La canción de la gitanilla, de gran sabor popular.

## Argumento
La acción se sitúa en Madrid, en la época del estreno (1900)
En un pequeño cuarto de una pensión, cuyas ventanas dan a la calle, trabaja don Mamerto, un pobre compositor, que anda desesperado por encontrar inspiración para componer un motete para el Padre Venancio, el cual quiere estrenarlo dentro de  poco tiempo. 
Su trabajo se hace difícil debido a los numerosos ruidos que provocan sus criados, a los cuales suplica silencio y despide enérgicamente. Cuando logra la tranquilidad e intenta trabajar de nuevo, se ve interrumpido por el pregón de un sacamuelas, una riña callejera y unos organilleros, logrando que al final abandone su labor y se vaya a dormir. Su sueño es interrumpido por un desfile militar al que acuden todos sus criados y bailan al son del pasodoble militar. Concluye la obra con la suplica de Mamerto al público de que dé su aplauso.

## Números musicales
- Preludio
- Canción de la gitanilla: "No soy de esta tierra"
- Polca (organillo)
- Pasodoble militar (orquesta/banda interna)
- Final

## Anécdotas
José Serrano trabajó un tiempo con el maestro Manuel Fernández Caballero, ciego en sus últimos años de vida, ayudándolo a componer y terminar algunas de sus obras. En la representación de una de estas, el maestro Fernández Caballero le prometió que cuando terminara y saliera a escena, lo sacaría a él también anunciando su parte de autoría. Al llegar el momento, el maestro se olvidó y José Serrano marchó decepcionado al camerino de Lucrecia Arana. Allí le relataba el caso cuando aparecieron los hermanos Álvarez Quintero, quienes prometieron a Serrano proporcionarle un libreto para que le pusiera música. En poco tiempo le hicieron llegar "El motete", rápidamente compuesto y estrenado con gran éxito en el Teatro Apolo, que lo consagraría como uno de los grandes compositores del género lírico.
El hito que la pieza supuso en la carrera de Serrano, hizo que éste llegara a bautizar (sorteando reparos eclesiásticos) a una de sus hijas como María de Motete, siendo apadrinada por el científico estomatólogo Bernardino Landete Aragó, también valenciano e íntimo amigo del compositor.